# Токарев, Борис Васильевич
Бори́с Васи́льевич То́карев (род. 20 августа 1947, Киселёво, Боровский район, Калужская область, РСФСР, СССР) — советский и российский актёр театра и кино, кинорежиссёр, сценарист и кинопродюсер. Заслуженный артист РСФСР (1976). Заслуженный деятель искусств Российской Федерации (2001). Первый вице-президент Гильдии актёров кино России, генеральный продюсер студии «Дебют».

## Биография
Борис Токарев родился в селе Киселёво Калужской области, где прошло его раннее детство. Позже семья переехала в Москву, где Борис пошёл в школу.
В двенадцать лет дебютировал в кино, сыграв Виктора в фильме Георгия Победоносцева «Спасённое поколение». После этого, в тринадцать лет, он был приглашён в Театр имени Пушкина для участия в спектакле «Столпы общества». Так он стал актёром большой сцены, продолжая учиться в школе.
До окончания школы снялся ещё в нескольких кинофильмах.
Будучи студентом ВГИКа, Токарев снялся ещё в нескольких фильмах: «Дорога к морю», «Шестое лето», «Верность».
После окончания учёбы устроился в Театр Советской Армии, однако проработал там всего год, так как кинематограф его привлекал больше.
Является членом партии «Единая Россия».

## Личная жизнь
В Калининграде, на съёмках фильма «Где ты теперь, Максим?» пятнадцатилетний Борис Токарев познакомился с актрисой Людмилой Гладунко. Поженились в 1969 году. Их сын Степан — выпускник МГИМО.

## Фильмография

### Актёр
- 1959 — Спасённое поколение — Виктор
- 1963 — Синяя тетрадь — Кондратий Емельянов
- 1963 — Вступление — Володя
- 1964 — Где ты теперь, Максим? — Максим
- 1964 — Палата — Миша Новиков
- 1965 — Верность — лейтенант
- 1965 — Дорога к морю — Толя
- 1969 — Князь Игорь — князь Владимир
- 1970 — Морской характер — Андрей Коротких
- 1971 — Если ты мужчина... — Пашка Снегирёв
- 1971 — Украденный поезд — Рубашкин
- 1972 — А зори здесь тихие… — пограничник, муж Риты Осяниной
- 1972 — Горячий снег — лейтенант Николай Кузнецов
- 1973 — Высокое звание — Павел Шаповалов, сын Тимофея Петровича
- 1975 — От зари до зари — Мотя Захаров
- 1975 — Это мы не проходили — Юрий Рябинин, преподаватель физики
- 1976 — Два капитана — Саня Григорьев
- 1978 — Ночной экипаж — эпизод (не указан в титрах)
- 1981 — Александр Маленький — капитан Игорь Цветов
- 1985 — Берега в тумане — Воронов
- 1990 — Гол в Спасские ворота — Александр Шелепин, комсомольский работник
- 1996 — President и его женщина — Глеб
- 1999 — Д. Д. Д. Досье детектива Дубровского — депутат Войтов
- 2000 — Маросейка, 12
- 2001 — Не покидай меня, любовь
- 2005 — Последний бой майора Пугачёва — генерал-майор Артемьев
- 2007 — Код Апокалипсиса (в титрах не указан)
- 2007 — Экстренный вызов
- 2007 — Дистанция
- 2018 — Динозавр — следователь на пенсии

### Режиссёр
- 1977 — Катина служба (короткометражный)
- 1978 — Ангел мой (из киноальманаха «Молодость»)
- 1982 — Нас венчали не в церкви
- 1985 — Площадь Восстания
- 1987 — Ночной экипаж
- 1991 — Охота жить (короткометражный)
- 1992 — Отшельник
- 2001 — Не покидай меня, любовь
- 2003 — Моя Пречистенка
- 2006 — Прерванное танго. Пахомова и Горшков (документальный)
- 2009 — Дистанция
- 2012 — Прорицатель Омар Хайям. Хроника легенды
- 2020 — Железная роза Ивана Баташёва (документальный фильм из цикла «Соль земли» о промышленниках Андрее и Иване Баташёвых)

#### Режиссёр сюжетов «Ералаша»
- 1979 — Выпуск № 19 (сюжет «Спорт, спорт, спорт, или Дядя Миша даёт советы»)
- 1981 — Выпуск № 28 (сюжет «Спорт, спорт, спорт, или Дядя Миша даёт советы. Встреча вторая»)

### Сценарист
- 1985 — Площадь Восстания

### Продюсер
- 1995 — Репетиция с Арнольдом
- 1997 — Альманах к юбилею А. С. Пушкина
- 1999 — Два солдатика бумажных
- 2008 — Для начинающих любить

## Награды и премии
- Государственная премия РСФСР имени братьев Васильевых (1976) — за исполнение роли лейтенанта Николая Кузнецова в фильме «Горячий снег».
- Заслуженный артист РСФСР (1976).
- Главный приз на ВКФ «Молодость» (1978) — за фильм «Ангел мой».
- Премия Ленинского комсомола (1978) — за создание образов современников в кино.
- Приз «За самый удачный дебют» на КФ «Дебют» в Свердловске (1983) — за фильм «Нас венчали не в церкви».
- Заслуженный деятель искусств Российской Федерации (15 января 2001) — за заслуги в области искусства[5].
- Премия ФСБ России (номинация «Кино- и телефильмы», 2006) — за телевизионный фильм «Тайная стража» (совместно с Юрием Музыкой).
- Заслуженный деятель искусств Автономной Республики Крым (7 сентября 2009) — за многолетний добросовестный труд, высокий профессионализм, развитие международных культурных связей и в связи с 10-летием со дня основания Международного телекинофорума «Вместе»[6]
- Орден Дружбы (29 июня 2013) — за большие заслуги в развитии отечественной культуры и искусства, многолетнюю плодотворную деятельность[7].
- Почётный знак «За заслуги в развитии культуры и искусства» (28 ноября 2013, Межпарламентская ассамблея СНГ) — за значительный вклад в формирование и развитие общего культурного пространства государств — участников Содружества Независимых Государств, реализацию идей сотрудничества в сфере культуры и искусства[8].
- Орден «Содружество» (18 апреля 2019, Межпарламентская ассамблея СНГ) — за активное участие в деятельности Межпарламентской Ассамблеи и её органов, вклад в укрепление дружбы между народами государств — участников Содружества Независимых Государств[9].
- Орден Почёта (6 апреля 2021) — за заслуги в развитии отечественной культуры и искусства, многолетнюю плодотворную деятельность[10].